# Réallon
Réallon é uma comuna francesa na região administrativa da Provença-Alpes-Costa Azul, no departamento de Altos-Alpes. Estende-se por uma área de 71,4 km². Em 2010 a comuna tinha 254 habitantes (densidade: 3,6 hab./km²).